# Модель Солнечной системы в Сомерсете

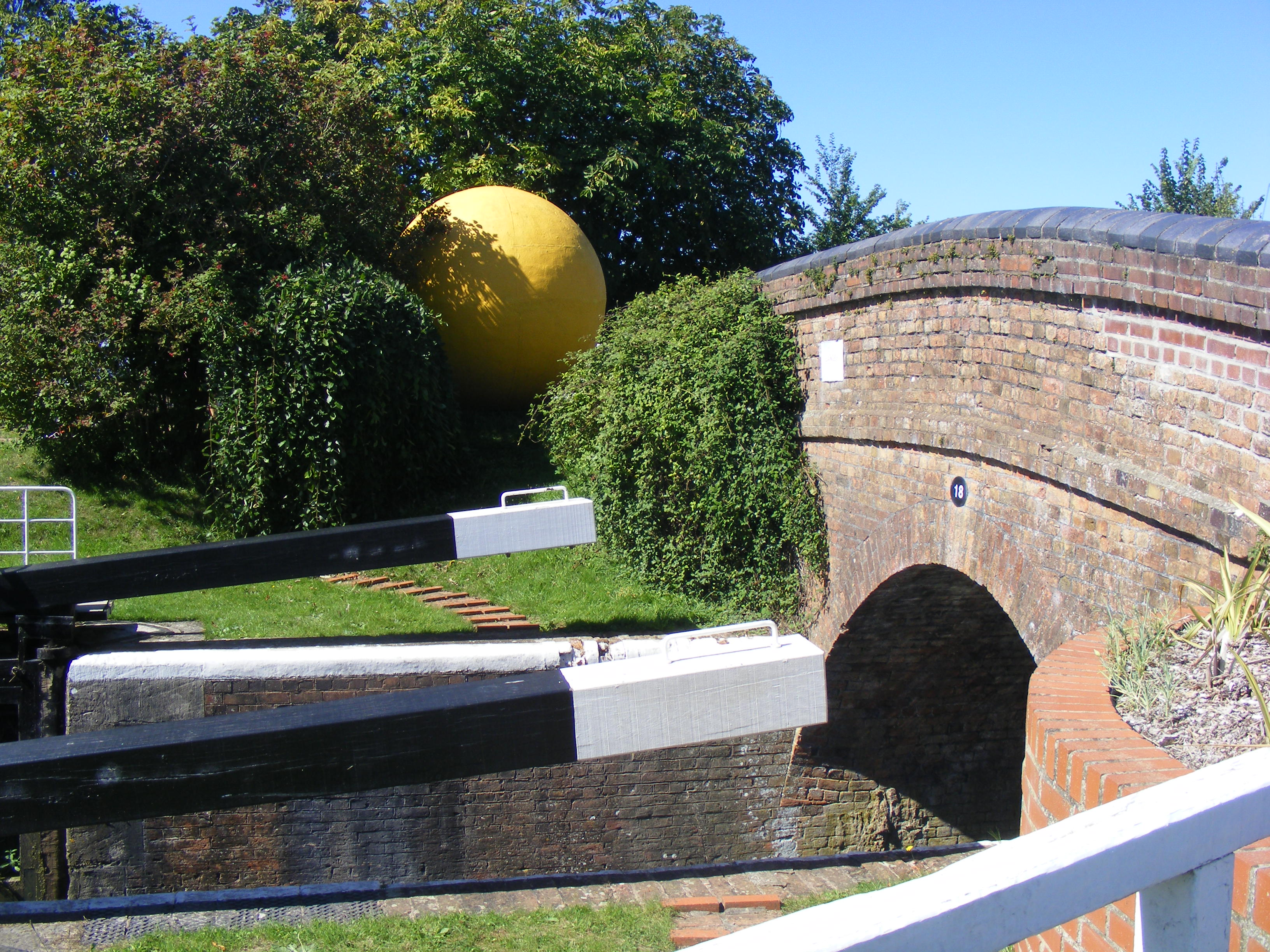
Солнце

Модель Солнечной системы в Сомерсете (англ. Somerset Space Walk, с англ. — «Космическая прогулка в Сомерсете») — модель Солнечной системы в графстве Сомерсет (Англия), созданная в формате «скульптурная тропа». Отображает Солнце и его планеты в их пропорционально правильных размерах и расстояниях друг от друга. Необычным для подобных моделей является то, что созданы два набора планет, так что наглядно представлены диаметры их орбит. Создана малоизвестным изобретателем по имени Пип Янгмен (1924—2007).

## Описание
Модель расположена в районе Седжмур вдоль канала Бриджуотер-энд-Тонтон. Открыта для посещения 9 августа 1997 года, церемонию открытия провела известный британский астроном, телеведущая и популяризатор науки Хизер Купер. Модель имеет масштаб 1:530 000 000, то есть один миллиметр на земле равен 530 километрам в космосе. «Солнце» расположено на Верхнем шлюзе Монсел и по одному набору планет установлено в каждом направлении вдоль канала в сторону городов Тонтон и Бриджуотер. Расстояние от Солнца до Плутонов составляет 11 километров. Пешеходы, не склонные к столь длинным прогулкам, могут осмотреть «внутренние планеты», которые находятся в радиусе 67 метров от Солнца, там же, в Центре канала Монсел, можно получить брошюру с подробным описанием Модели.
В Модели отсутствует ближайшая к Солнцу звезда, Проксима Центавра, так как при соблюдении масштабов, её было бы необходимо поместить в 76 000 километров от нашей звезды (диаметр модели Проксимы Центавры при этом составил бы 37,5 см).

### Объекты
Солнце имеет диаметр 2,63 метра, весит 14 тонн, сделано из бетона. У него удалён вертикальный сегмент, чтобы получить две вертикальные поверхности, на которых установлены пояснительные таблички. Первоначально естественного (бетонного) цвета (в тон моделям планет) оно было покрашено в жёлтый цвет во время реконструкции композиции, что сделало его гораздо более заметным.
Каждая из моделей малых планет помещена в бетонный постамент с круглым верхом высотой около 1 метра. Модель планеты, созданной из нержавеющей стали, удерживается внутри круглого отверстия в боковой части цоколя так, чтобы её можно было увидеть через отверстие. Постаменты изготовлены из стекловолокна.
Модели крупных газовых гигантов, Сатурна и Юпитера, отлиты как часть верхней поверхности бетонных колонн.
На каждом столбе установлена табличка с коротким текстом, описывающим данную планету. Описание Земли выглядит так:

«Земля вращается достаточно далеко от солнечного тепла, чтобы вода была жидкой, достаточно близко, чтобы не замёрзнуть, чтобы воздух был газом, а земля — твёрдым телом. С гравитацией, достаточно сильной, чтобы удерживать нашу атмосферу, и достаточно мягкой, чтобы допускать хрупкие формы жизни. Вращающейся, чтобы дать нам день и ночь, наклонённой, чтобы дать четыре времени года. Огромная для нас, крошечная в космическом масштабе. Наш дом, уникальный, красивый, хрупкий.»
Оригинальный текст (англ.)Earth orbits far enough from the heat of the Sun for water to be liquid, near enough not to freeze, for air to be a gas and earth a solid. With gravity strong enough to hold our atmosphere, gentle enough to allow delicate life forms. Rotating to give our day and night, tilted to give the four seasons. Enormous to us, tiny on the cosmic scale. Our home, unique, beautiful, fragile.

Координаты крайних точек композиции:
- Плутон (Тонтон) – 51°01′06″ с. ш. 3°06′09″ з. д.HGЯO
- Солнце – 51°03′45″ с. ш. 2°59′20″ з. д.HGЯO
- Плутон (Бриджуотер) – 51°07′31″ с. ш. 3°00′29″ з. д.HGЯO

## Галерея
От Солнца к краю Солнечной системы:

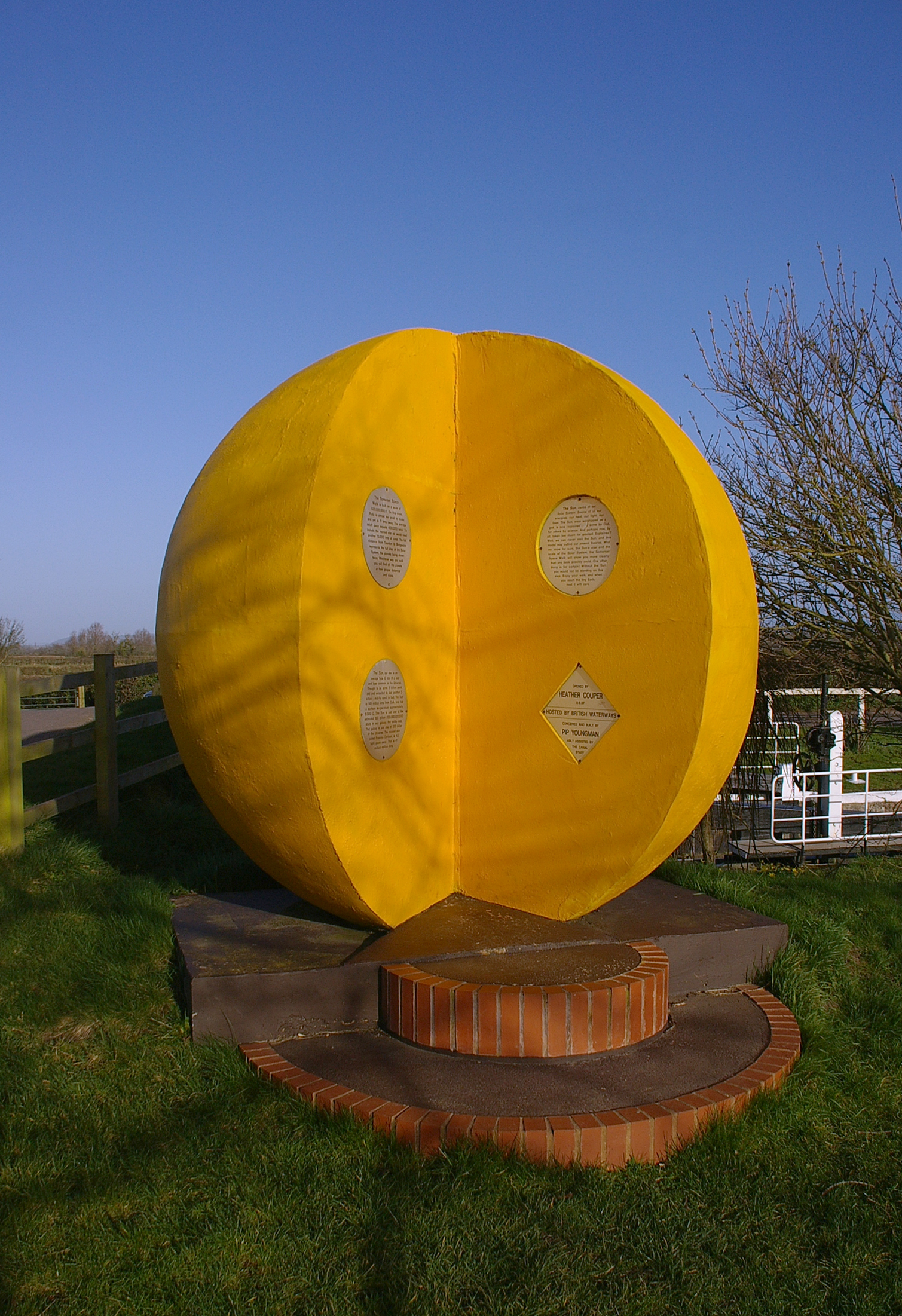
Солнце
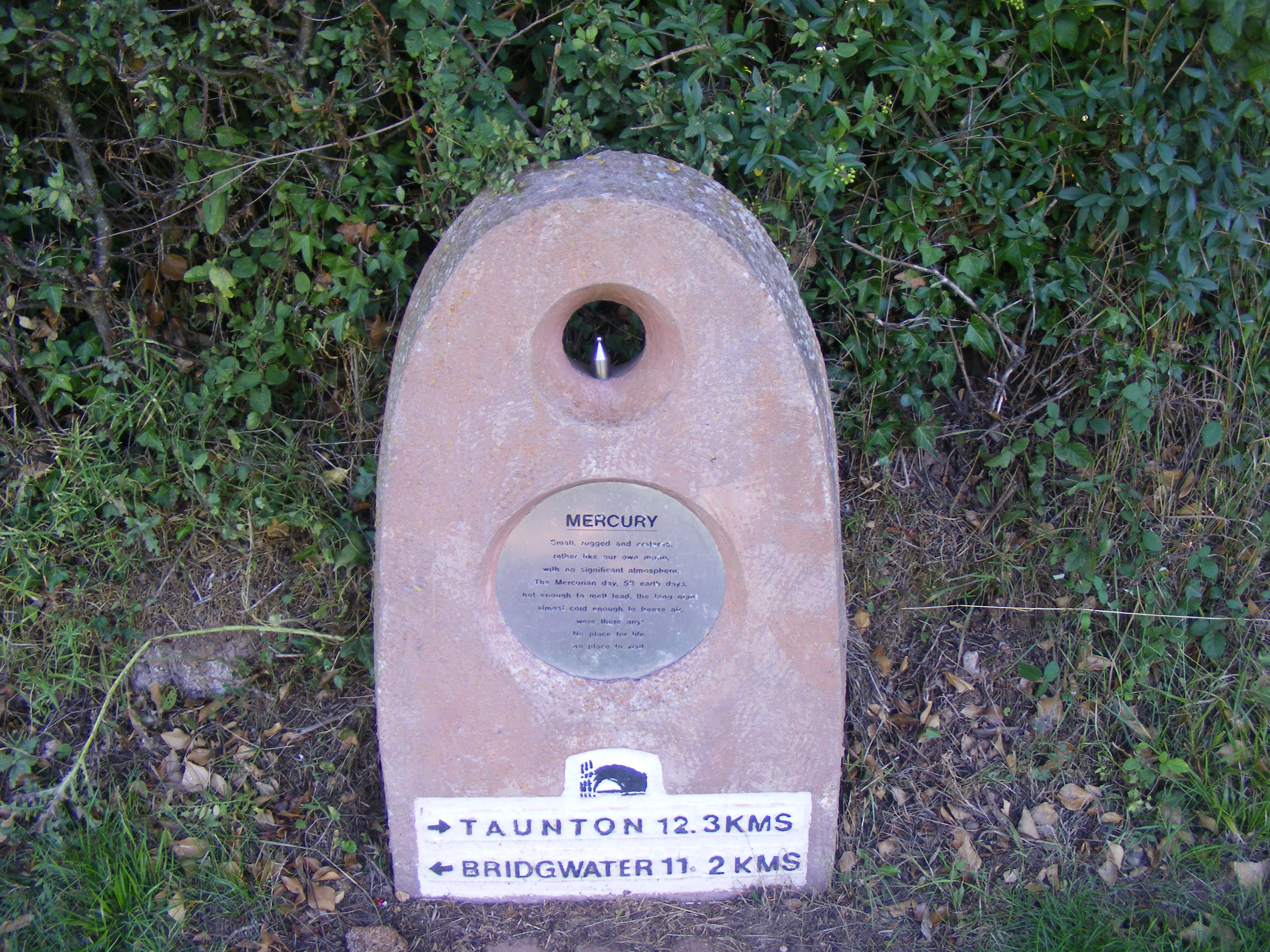
Меркурий
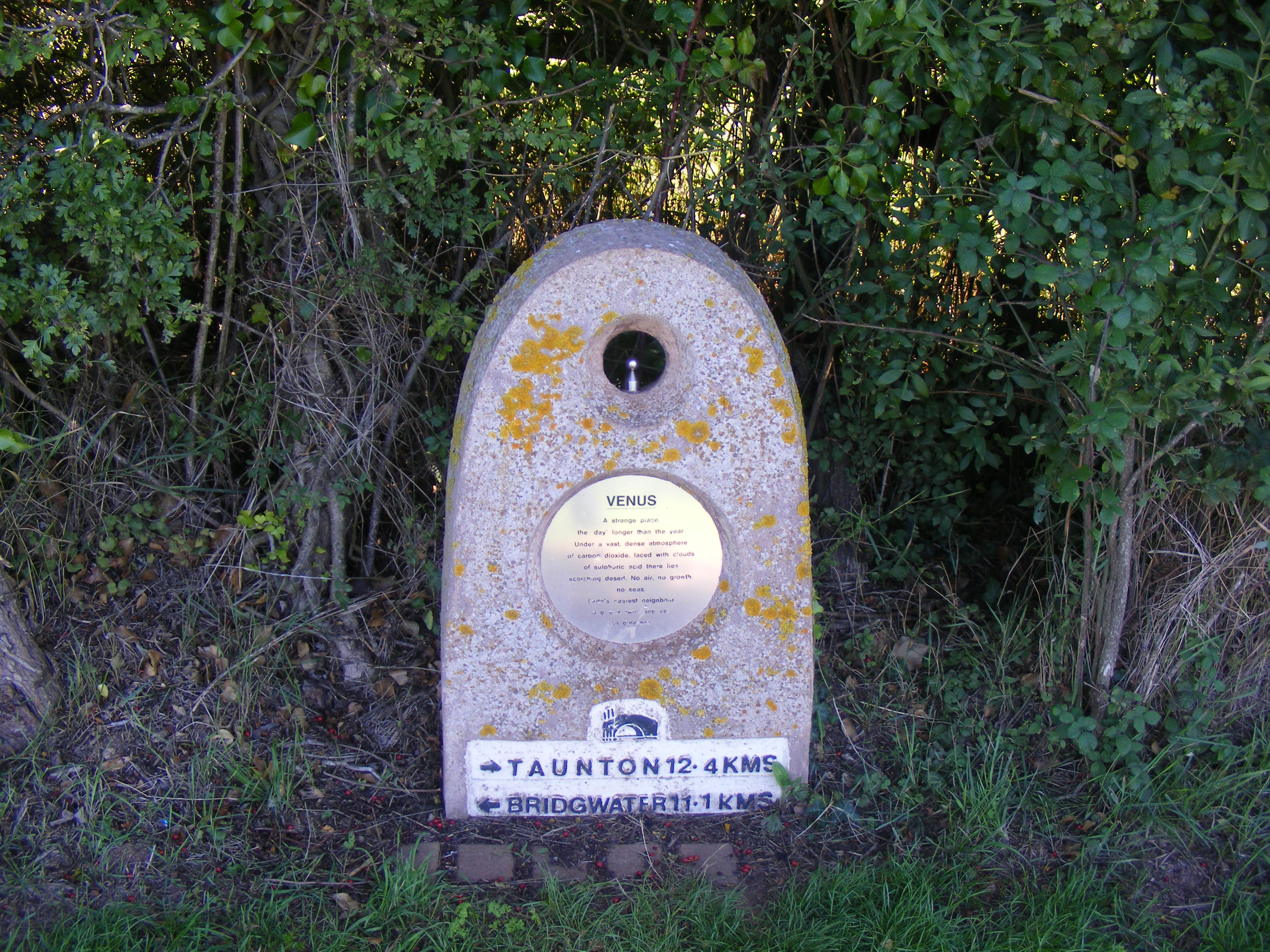
Венера
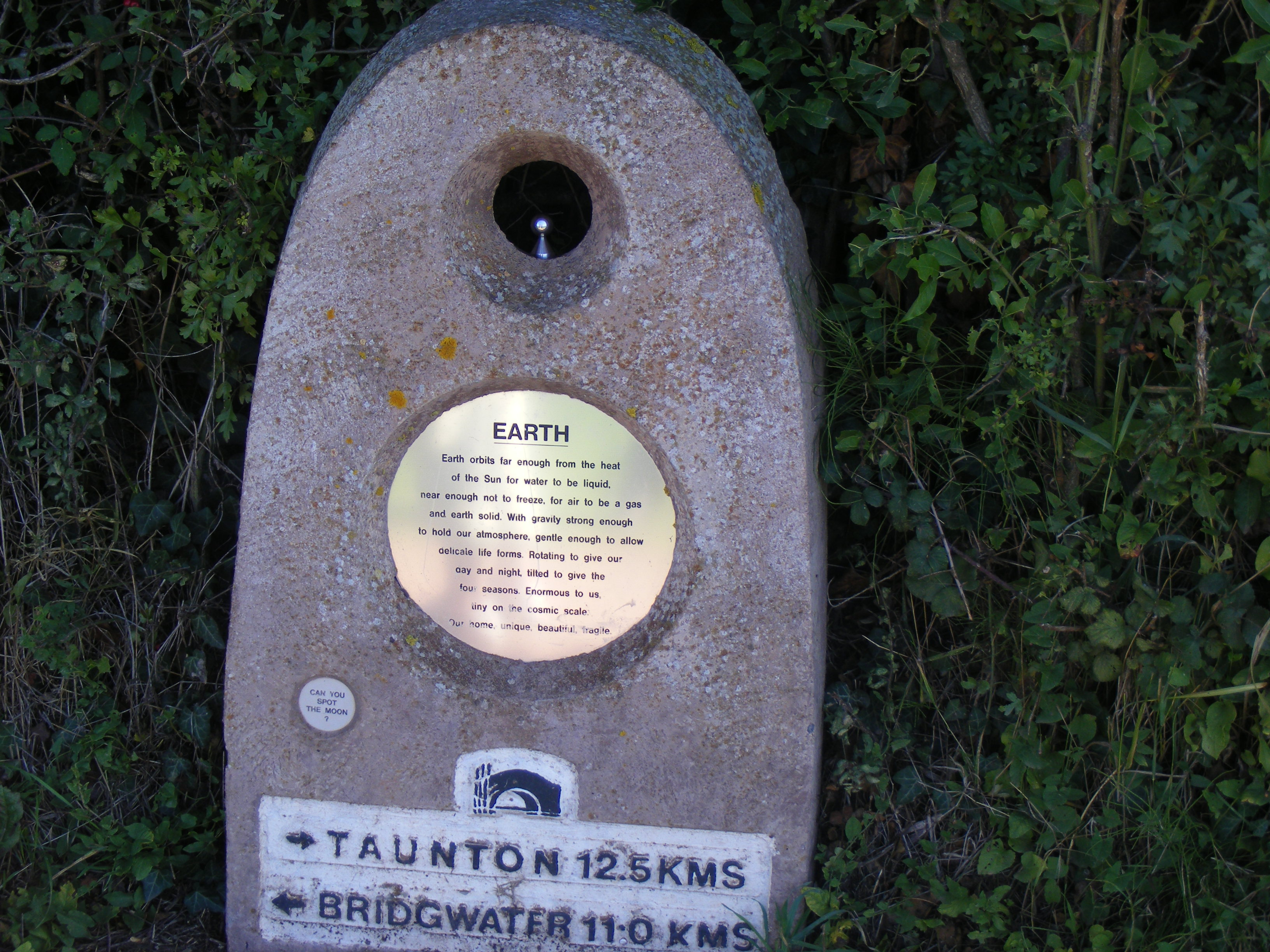
Земля
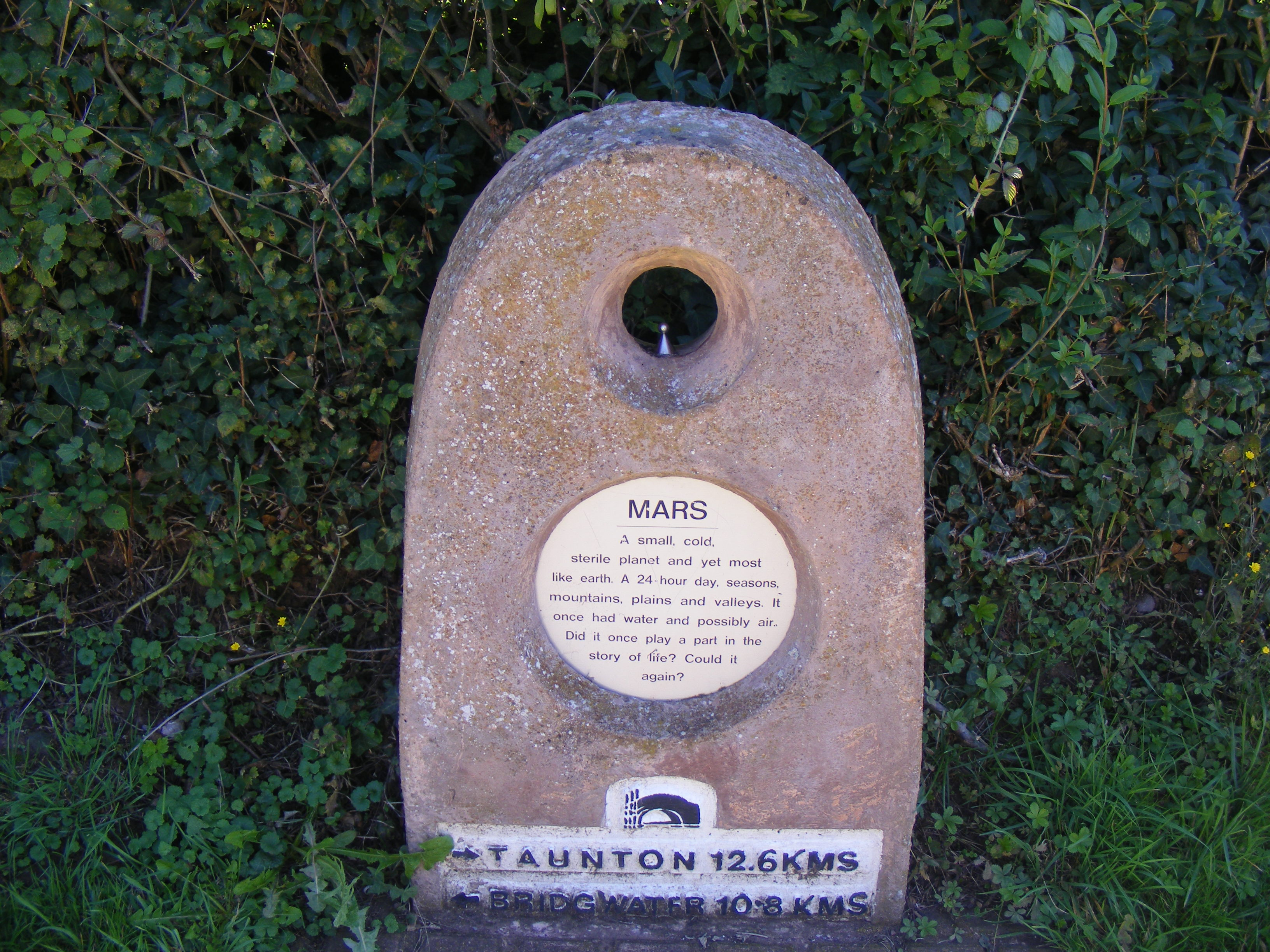
Марс
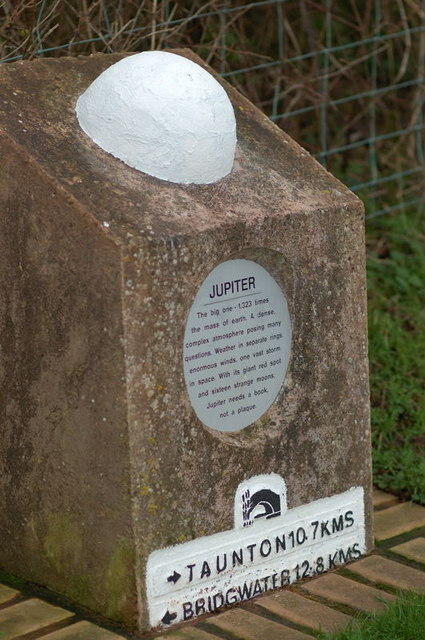
Юпитер
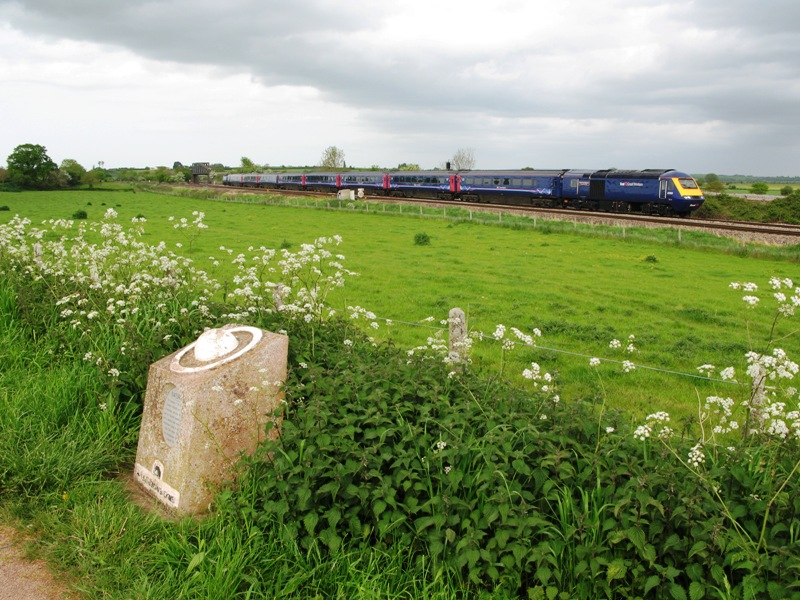
Сатурн
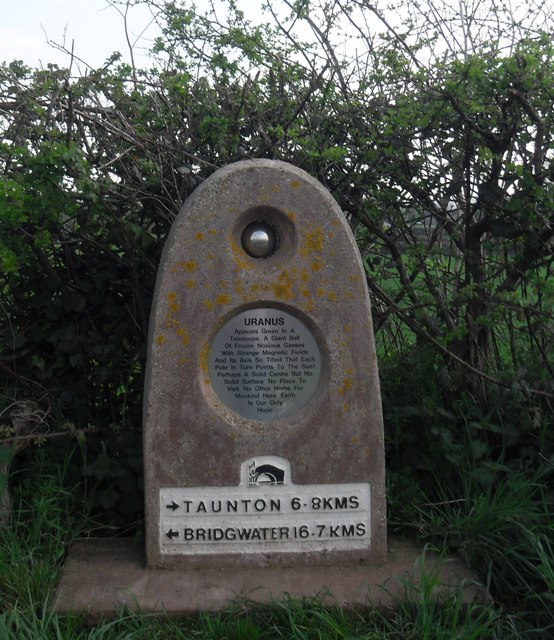
Уран
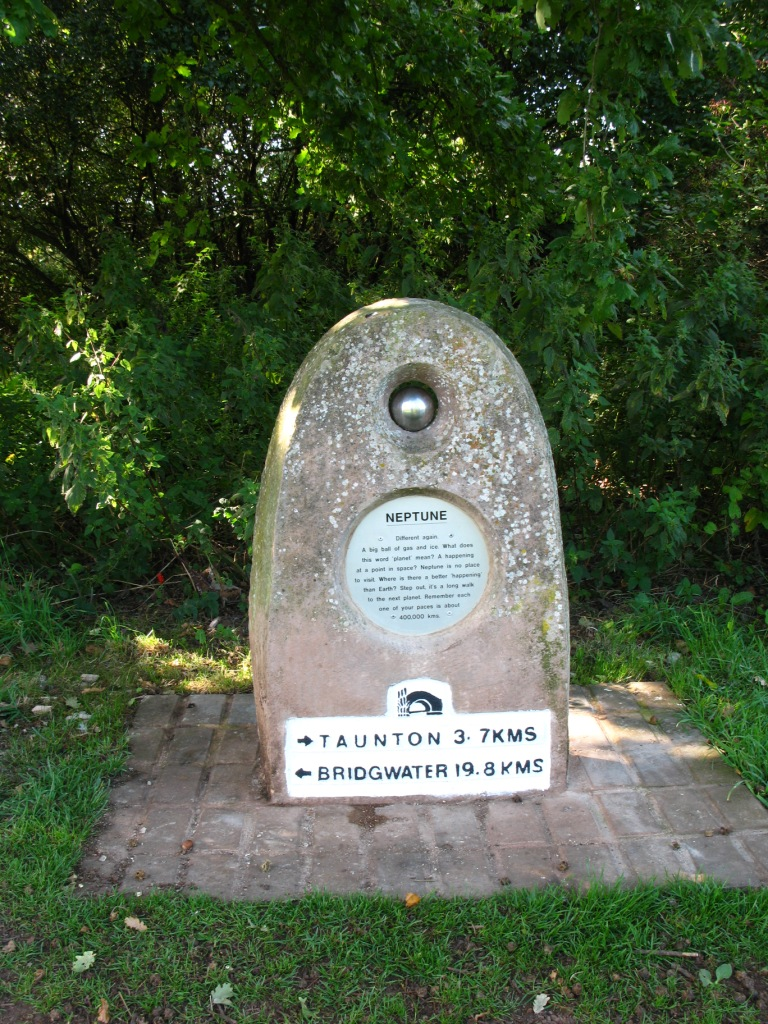
Нептун
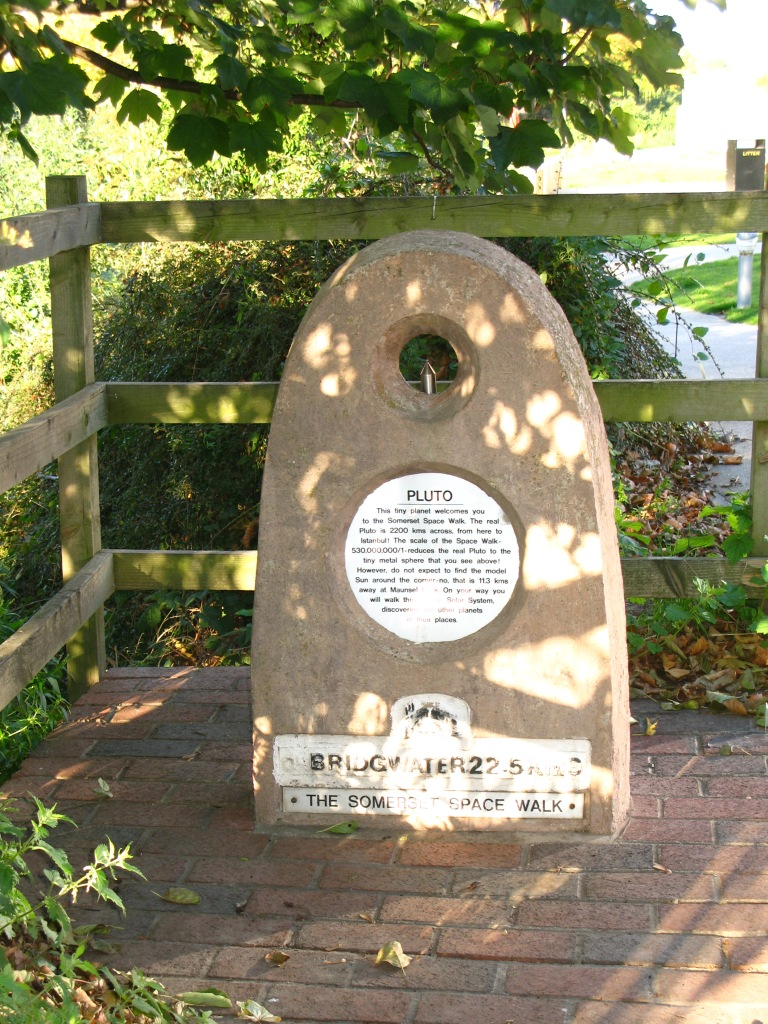
Плутон